# 普吕吉
普吕吉，是匈牙利包尔绍德-奥包乌伊-曾普伦州所辖的一个村。总面积31.39平方公里，总人口2395，人口密度76.3人/平方公里（2011年1月1日）。